# Knattspyrnusamband Íslands
Der Knattspyrnusamband Íslands (KSÍ) ist der isländische Fußballverband. Er hat seinen Sitz in Reykjavík.
Der KSÍ ist zuständig für die Organisation des Fußballs in Island und ist somit unter anderem für die Isländische Fußballnationalmannschaft verantwortlich. Zudem ist er Ausrichter der Profiligen Pepsideild (Männer) und Pepsideild kvenna (Frauen) und des Pokalwettbewerbes Bikar Karla. Dem Fußballverband gehören 80 Vereine an.
Der Fußballverband Islands wurde am 26. März 1947 gegründet und trat im selben Jahr der FIFA bei. 1954 folgte der Beitritt zur UEFA. Der bisher größte Erfolg ist der Einzug ins Viertelfinale der Europameisterschaft 2016 in Frankreich und die Teilnahme an der Fußball-Weltmeisterschaft 2018 in Russland.

## UEFA-Fünfjahreswertung
Platzierung in der UEFA-Fünfjahreswertung:
(in Klammern die Vorjahresplatzierung). Die Kürzel CL, EL und CO hinter den Länderkoeffizienten geben die Anzahl der Vertreter in der Saison 2025/26 der Champions League, der Europa League sowie der Conference League an.
- 39.  (41)  Bosnien und Herzegowina (Liga, Pokal) – Koeffizient: 10.000 – CL: 1, EL: 0, CO: 3
- 40.  (34)  Liechtenstein (Pokal) – Koeffizient: 10.000 – CL: 0, EL: 0, CO: 1
- 41.  (48)  Island (Liga, Pokal) – Koeffizient: 9.583 – CL: 1, EL: 0, CO: 3
- 42.  (44)  Nordirland (Liga, Pokal) – Koeffizient: 9.208 – CL: 1, EL: 0, CO: 3
- 43.  (42)  Luxemburg (Liga, Pokal) – Koeffizient: 9.000 – CL: 1, EL: 0, CO: 3

Stand: Ende der Europapokalsaison 2023/24